# Nischyn
Nischyn (ukrainisch Ніжин; russisch Нежин Neschin, polnisch Nieżyn) ist eine Stadt in der Oblast Tschernihiw der Ukraine und Zentrum des gleichnamigen Rajons Nischyn. Die Stadt liegt am Ufer des Flusses Oster.

## Geschichte
Die Gegend mit dem Namen Neschatinna Niwa (=ungeerntetes Feld) wurde schon 1078 erwähnt. Die Stadt wurde erstmals unter dem Namen Unenesch im Jahr 1147 in der Hypatiuschronik erwähnt. Nachdem sie 1239 im Mongolensturm zerstört wurde, erholte sie sich nur langsam.
Mitte des 14. Jahrhunderts kam der Ort unter litauische Herrschaft. 1514 wurde die Stadt erstmals unter ihrem heutigen Namen erwähnt, als hier ein kosakisches Regiment organisiert wurde. Im 17. und 18. Jahrhundert konnte sich der Ort dank seiner Lage an wichtigen Handelsrouten zu einem wichtigen Manufaktur- und Handelszentrum entwickeln. Im Jahr 1618 fiel Nischyn durch den Vertrag von Deulino an Polen, 1625 erhielt der Ort das Magdeburger Stadtrecht.
Unter der Kosakenherrschaft wurde der Ort 1648 Sitz eines Kosakenpulkes. Zu dieser Zeit entstand in der Stadt eine griechische Handelskolonie, welche von Bohdan Chmelnyzkyj spezielle Privilegien erhielt. 1663 wurde in Nischyn Iwan Brichowezky zum Ataman gewählt.

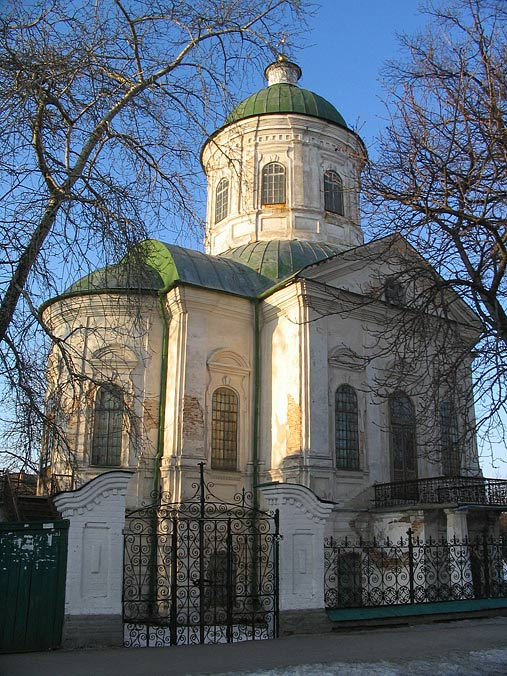
Johannes-Apostel-Kirche

1667 kam Nischyn durch den Vertrag von Andrussowo zum Zarentum Russland, das Kosakenpulk bestand aber weiterhin und wurde erst 1782 im Rahmen einer Armeereform aufgelöst. 1696 eröffneten die Griechen eine eigene Schule, 1785 erhielt die griechische Gemeinde eine eigene Verwaltung. Zu dieser Zeit verlor der Ort aber bereits seine Bedeutung als Handelspunkt, da im Zuge der Eroberung der Südukraine durch das Russische Reich sich die Handelsrouten nach Süden ans Schwarze Meer verlagerten. In der Folge verließen die griechischen Händler die Stadt in Richtung Odessa, Mariupol und Taganrog.

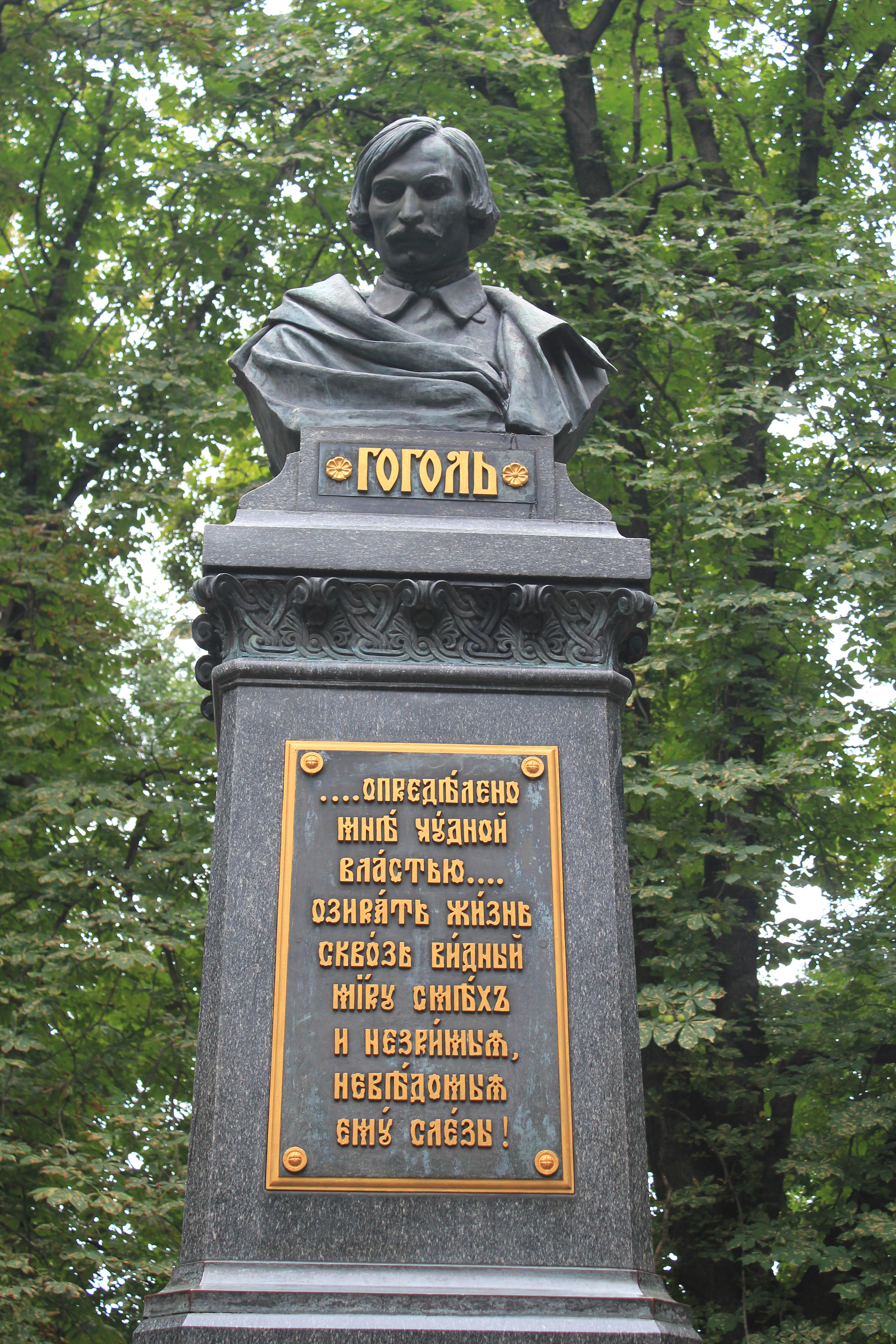
Gogol-Denkmal (Parmen Sabello, 1881), Nischyn

Von 1802 an war Nischyn Kreisstadt im Gouvernement Tschernigow. Im 19. Jahrhundert wuchs die kulturelle Bedeutung der Stadt, wozu insbesondere das 1820 gegründete Nischyn Gymnasium (ab 1832: Lyzeum, heute: Pädagogisches Institut) beitrug, an welchem unter anderem Oleksandr Afanassjew-Tschuschbynskyj, Antoni Andrzejowski, Pawel Axelrod, Friedrich Gelbcke, Nikolai Gogol, Leonid Hlibow, Jewhen Hrebinka, Nestor Kukolnik, Wassyl Ljaskoronskyj, Apollon Mokrizki, Kapiton Pawlow, Petro Redkin, Nikolai Rennenkampff, Wiktor Sabila, Iwan Soschenko, Fjodor Strawinski, Wassyl Tarnowskyj sen., Mychajlo Tschalyj und Fedir Wowk lernten oder lehrten.
1868 wurde in Nischyn eine Eisenbahnstation eröffnet. Seit der Auflösung der UdSSR 1991 gehört Nischyn zur Ukraine.

## Verwaltungsgliederung
Am 19. November 2018 wurde die Stadt zum Zentrum der neugegründeten Stadtgemeinde Nischyn (Ніжинська міська громада/Nischynska miska hromada). Zu dieser zählten auch die 3 in der untenstehenden Tabelle aufgelisteten Dörfer, bis dahin bildete sie die gleichnamige Stadtratsgemeinde Nischyn (Ніжинська міська рада/Nischynska miska rada) unter Oblastverwaltung im Zentrum des ihn umgebenden Rajons Nischyn.
Am 12. Juni 2020 kam noch das Dorf Perejasliwka zum Gemeindegebiet.
Am 17. Juli 2020 kam es im Zuge einer großen Rajonsreform zum Anschluss des Rajonsgebietes an den Rajon Nischyn.
Folgende Orte sind neben dem Hauptort Nischyn Teil der Gemeinde:
| Name                     | Name        | Name                       |
| ukrainisch transkribiert | ukrainisch  | russisch                   |
| ------------------------ | ----------- | -------------------------- |
| Kunaschiwka              | Кунашівка   | Кунашовка (Kunaschowka)    |
| Naumiwske                | Наумівське  | Наумовское (Naumowskoje)   |
| Palywoda                 | Паливода    | Паливода (Paliwoda)        |
| Perejasliwka             | Переяслівка | Переясловка (Perejaslowka) |

## Einwohnerentwicklung
Entwicklung der Einwohnerzahl (jeweils zum 1. Januar)
- 2004 – 76.056
- 2005 – 75.648
- 2006 – 75.469

## Wirtschaft
Die Stadt ist für ihre Lebensmittelspezialitäten berühmt, zum Beispiel für marinierte Gurken und Tomaten, die zum großen Teil exportiert werden.

## Söhne und Töchter der Stadt
- Johannes von Tobolsk (1651–1715), Bischof und Heiliger der Russisch-Orthodoxen Kirche
- Juri Lissjanski (1773–1837), russischer Marineoffizier und Entdecker
- Iwan Gorbatschewski (1800–1869), Dekabrist
- Mykola Samokysch (1860–1944), Maler
- Alexander Schtscherbak (1863–1934), russischer Arzt
- George V. Wulff (1863–1925), russischer Kristallograph
- Nadeschda Woronez (1881–1979), russische bzw. sowjetische Geologin und Paläontologin
- Mani Leib (1883–1953), jiddischer Schriftsteller
- Warwara Adrianowa-Peretz (1888–1972), russische bzw. sowjetische Literaturwissenschaftlerin und Hochschullehrerin
- Natalija Doroschenko (1888–1970), ukrainische Bühnenschauspielerin
- Lidija Deikun-Blagonrawowa (1889–1980), Schauspielerin, Theaterregisseurin und Schauspiellehrerin
- Olga Chochlowa (1891–1955), russische Balletttänzerin, erste Ehefrau von Pablo Picasso in den Jahren 1918 bis 1935
- Miliza Netschkina (1901–1985), sowjetische Historikerin und Hochschullehrerin
- Jacques Companéez (1906–1956), französischer Drehbuchautor
- Mark Bernes (1911–1969), Schauspieler und Estrada-Sänger
- Igor Kaczurowskyj (1918–2013), Dichter, Schriftsteller
- Timofei Dokschizer (1921–2005), Trompeter, Dirigent und Komponist
- Wiktor Lipsnis (1933–1997), Kugelstoßer
- Wolodymyr Ihnatenko (* 1955), Sprinter
- Schanna Block (* 1972), Sprinterin
- Andrij Wassyljuk (* 1987), Straßenradrennfahrer
- Oleksandr Myched (* 1988), Schriftsteller, Kulturkritiker und Kurator
- Kateryna Pawlenko (* 1988), Sängerin und Komponistin
- Anastassija Dmytruk (* 1991), Dichterin